# Adam Malik
Adam Malik Batubara (22 tháng 7 năm 1917 - 5 tháng 9 năm 1984) là phó chủ tịch thứ ba của Indonesia, một nhà ngoại giao cao cấp, ngoại trưởng, và là một trong những người tiên phong của báo chí Indonesia.

## Đầu đời
Malik được sinh ra ở Pematang Siantar, Bắc Sumatra, Hà Lan Đông Ấn Abdul Malik Batubara và Salamah Lubis. Ông là một Batak Mandailing Hồi giáo gia đình Gia tộc Batubara. Malik nhanh chóng phát triển một mối quan tâm về chính trị và chỉ mới 17 tuổi, trở thành Chủ tịch của chi nhánh Pematang Siantar của Partindo (Đảng Indonesia). Ở vị trí này, Malik đã tiến hành chiến dịch đòi Chính phủ thuộc địa Hà Lan trao trả độc lập cho Indonesia. Do đó, Malik bị bỏ tù vì đã không tuân theo lệnh cấm của Chính phủ thuộc địa về các hội đồng chính trị. Khi được trả tự do, Malik rời Pematang Siantar tới Jakarta.